# Relações entre Tanzânia e Vietnã
As relações entre a Tanzânia e o Vietnã são relações bilaterais entre os dois países. O Vietnã e a Tanzânia estabeleceram relações diplomáticas em 1965. O Vietnã mantém uma embaixada em Dar es Salaam, que tem o mandato de atender a toda a África Oriental. A Tanzânia não tem embaixada no Vietnã, e a embaixada em Pequim, na China, é credenciada junto ao Vietnã.

## Relação econômica
O volume de comércio entre os dois países em 2014 foi de cerca de US$ 156 milhões, com o Vietnã exportando mais de US$ 105 milhões em mercadorias para a Tanzânia. As principais exportações do Vietnã para a Tanzânia incluem clínquer e arroz. A Tanzânia é o segundo maior comprador de arroz vietnamita, depois das Filipinas.
Em 2015, o volume de comércio entre os dois países aumentou para US$ 205 milhões com o aumento das exportações da Tanzânia. O Vietnã é o segundo maior comprador de castanhas de caju da Tanzânia e o terceiro maior comprador de algodão cru.

### Investimento estrangeiro direto
A Halotel é atualmente a única empresa vietnamita operando na Tanzânia, com um investimento inicial de US$ 700 milhões. A empresa estatal prometeu fornecer serviços de telecomunicação em áreas rurais e recebeu uma licença de operação quando o presidente Jakaya Kikwete fez uma visita de estado ao Vietnã em 2014.
Em março de 2016, junto com o presidente Trương Tấn Sang, vários empresários vietnamitas acompanharam o presidente para examinar a atmosfera de investimentos na Tanzânia. Os investidores avaliaram as zonas especiais de processamento de exportação na Tanzânia e esperavam fazer da Tanzânia uma porta de entrada para os produtos vietnamitas na África Oriental.

## Visitas de Estado
- 12 de outubro de 2014 - O presidente Jakaya Kikwete faz uma visita de Estado de dois dias a Hanói. O presidente visita vários setores e incentivou o investimento vietnamita na Tanzânia.[6] O presidente também concedeu uma licença à empresa de telecomunicação Viettel Mobile para operar na Tanzânia.[7]
- 9 de março de 2016 - O presidente Truong Tan Sang fez uma visita de Estado de três dias à Tanzânia e manteve conversações bilaterais com o presidente John Magufuli. Vários acordos comerciais e de investimento foram assinados.[8]